# Katō Eishū

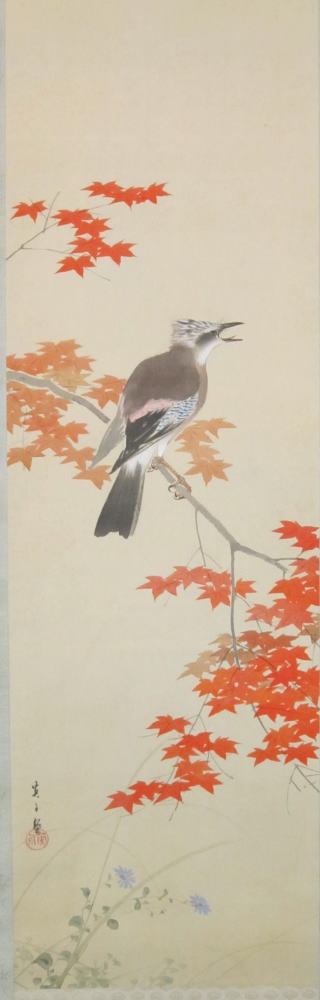
Vogel auf dem Ahornzweig

Katō Eishū (japanisch 加藤 英舟; geboren 15. Dezember 1873 in Nagoya (Präfektur Aichi); gestorben 15. Februar 1939) war ein japanischer Maler der Nihonga-Richtung.

## Leben und Werk
Katō Eishū studierte Malerei unter Okumura Sekiran (奥村 石蘭; 1834–1895), bildete sich ab 1890 an der (京都府立画学校) unter Kōno Bairei im Bemalen von Keramik weiter. Nach Kōnos Tod wurde Kishi Chikudō (岸 竹堂; 1826–1897) sein Lehrer. Als auch dieser gestorben war, bildete er sich unter Takeuchi Seihō weiter.
Katō spezialisierte sich auf „Blumen-und-Vögel“-Bilder (花鳥画, Kachō-ga) und auf Bilder mit Tieren in traditioneller Weise. Er bevorzugte dabei für die Wiedergabe kleine Bildformate. Auf der 6. „Bunten“-Ausstellung erhielt seine Bildrolle „Netze im Nebel“ eine Auszeichnung. 1928 wurde er Juror auf der nun „Teiten“ genannten Ausstellungsreihe. 1931 war er auf der Ausstellung japanische Malerei 1931 in Berlin zu sehen.
Bedeutende Werke sind:
- Auf der 2. „Bunten“: „野狐の図“ (野狐の図) – „Ein Wildfuchs“
- Auf der 4. „Bunten“: „Akibare no zu“ (秋晴の図) – „Schöner Herbst“
- Auf der 6. „Bunten“: „Kasume-mō“ (かすみ網) – „Netze im Nebel“
- Auf der 9. „Bunten“: „Ōbane uchi“ (大羽打) – „Schlagende Flügel“
- Auf der 2. „Teiten“: „Chīsaki yume no samazama“ (小さき夢のさまざま) – „Diverse kleine Träume“
- Auf der 7. „Teiten“: „Hana no ichi“ (花の市) – „Blumenmarkt“
- Auf der 8. „Teiten“: „aki no sono“ (秋の園) – „Herbstlicher Park“
- Auf der 10. „Teiten“: „Mizūmibe no aki“ (湖辺の秋) – „Herbst am Seeufer“
- Auf der 12. „Teiten“: „Ōkura Sōryō“ (巨椋早涼) – „Ōkura Sōryō“
- Auf der 14. „Teiten“: „Akino Sedo“ (秋の脊戸) – „Sedo im Herbst“

Am Higashi Hongan-ji gestaltete Katō ohne Bezahlung die seitlichen Schiebetüren des Studienraumes des Abtes, dem Kuroshoin (黒書院). 1922 malte er ein Bild für die Familie Kawasaki, die es dem Tennō anlässlich seines Besuches der Kansai-Gebietes überreichte.

## Bilder

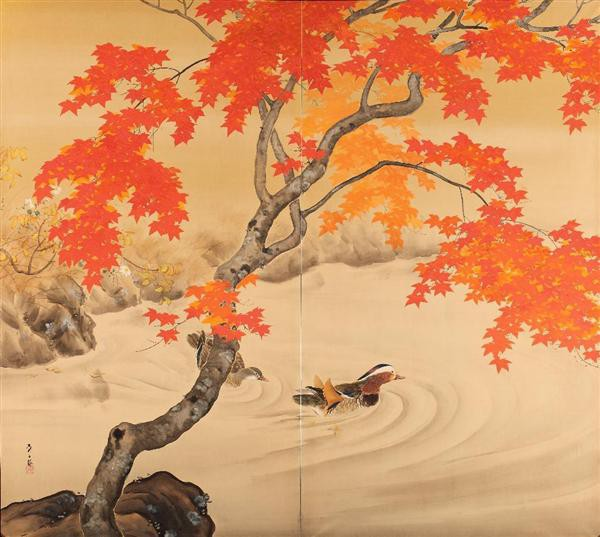
Ahorn
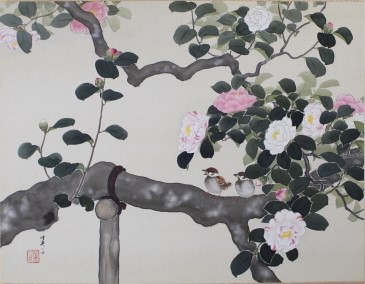
Kamelien
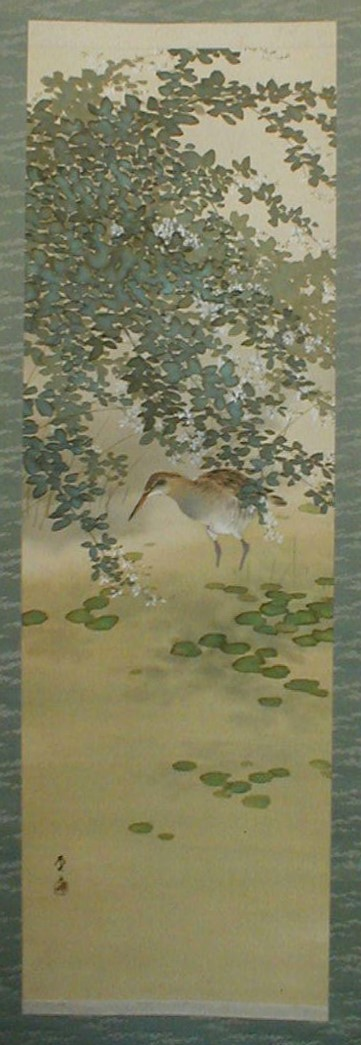
Vogel im Busch
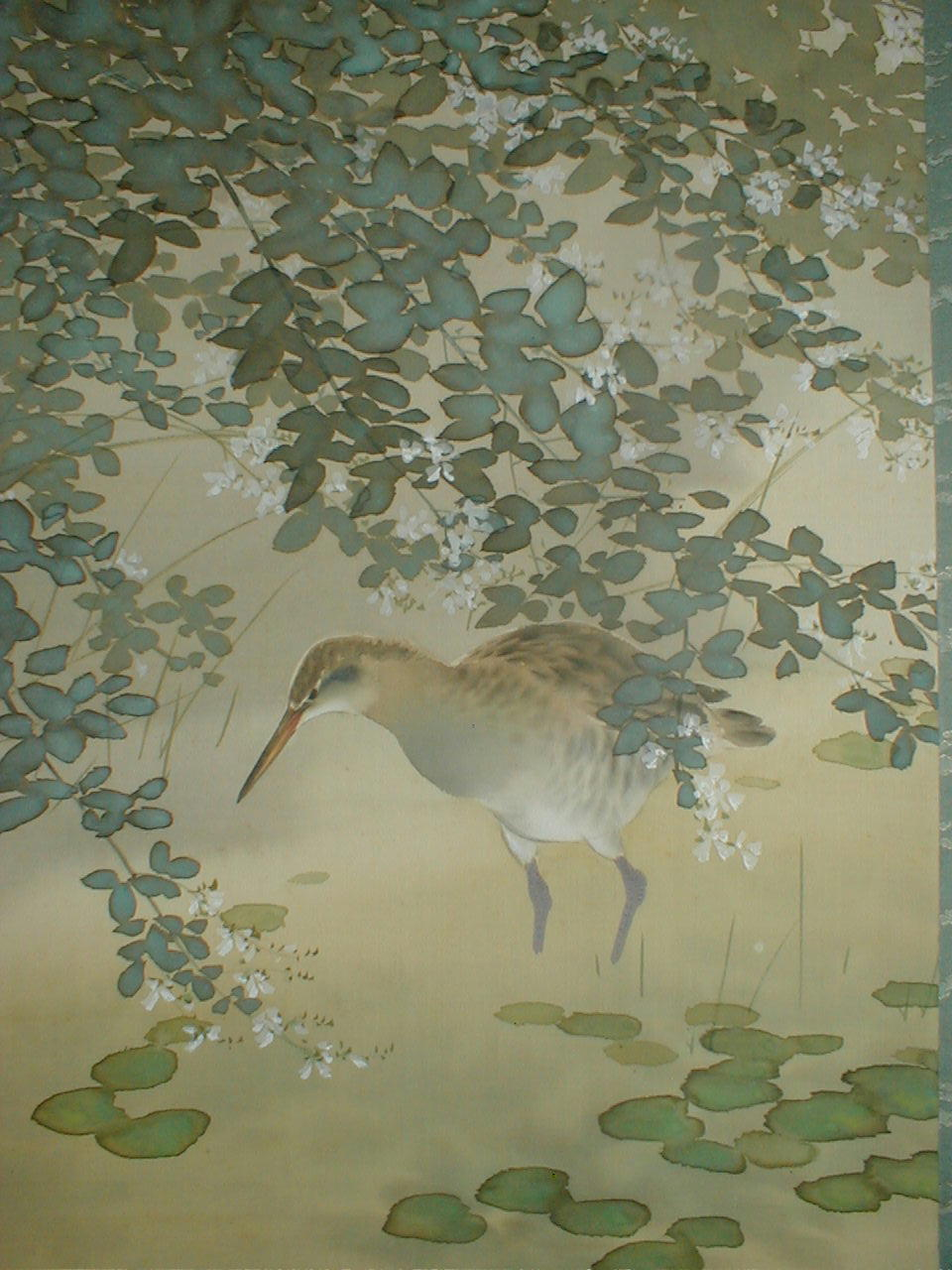
Vogel im Busch, Ausschnitt